# Gerstenberg (Lausitzer Bergland)
Der Gerstenberg ist ein 532,5 m ü. NHN hoher Berg in Sachsen. Er befindet sich im Lausitzer Bergland und der Südfuß grenzt an dem Westlausitzer Hügel- und Bergland. Der Gipfel und der größte Teil des Hügels liegen im Stadt Neustadt in Sachsen, im Ortsteil Rugiswalde, im Landkreis Sächsische Schweiz-Osterzgebirge. Ein Teil der Hänge liegt in den Gemarkungen von Sebnitz und Dolní Poustevna und östlich des Gipfels verläuft die deutsch-tschechische Staatsgrenze über den Osthang des Gerstenbergs.
Das geologische Grundgestein besteht aus fein- bis mittelkörnigem Zweiglimmer-Granodiorit und im oberen Teil und am Südhang Lausitzer Granodiorit. Am Südhang befindet sich ein alter Steinbruch. Auf dem Gipfel steht eine steinerne Triangulationssäule aus dem Jahr 1865. Entlang des Nordhangs verläuft ein gelb markierter Wanderweg, der die Stadt Dolní Poustevna mit Ungerberg (538 m) verbindet und der den historischen Salzweg nutzt. Blau und rot markierte Wanderwege sowie ein Radweg führen durch die Süd- und Westhänge. Der größte Teil des Hügels ist bewaldet, es herrscht die Monokultur der Gemeinen Fichte (Picea abies) vor. Am Nordhang befindet sich der Skiclub und Skilift Rugiswalde. Die Bahnstrecke Bautzen–Bad Schandau führt am Fuß des Südhangs entlang. Zunächst parallel zur Bahnstrecke verläuft die Staatsstraße 154, die am Fuß des Westhangs weiter in Richtung Rugiswalde führt. Am Westhang entspringt der Goldbach, ein Zufluss des Schönbachs. Der gesamte Berg liegt im Einzugsgebiet der Sebnitz und entwässert über die Elbe in die Nordsee. 